# Andrés Bello (Trujillo)
Andrés Bello è un comune del Venezuela situato nello Stato di Trujillo.
Il capoluogo del comune è la città di Santa Isabel.